# Lexicon Iconographicum Mythologiae Classicae
O Lexicon Iconographicum Mythologiae Classicae (abreviado LIMC) é uma enciclopédia de vários volumes que cataloga representações da mitologia nas artes plásticas da antiguidade clássica. Publicado em série de 1981 a 2009, é o recurso mais extenso de seu tipo, fornecendo "informações completas e detalhadas". As entradas estão organizadas em ordem alfabética, com ilustrações em preto e branco indexadas às suas respectivas entradas.
O trabalho foi preparado por acadêmicos internacionais de quase 40 países que contribuíram em seu idioma de escolha, resultando em entradas escritas em inglês, alemão, francês ou italiano. O LIMC também oferece um banco de dados online multilíngue que é atualizado independentemente da publicação impressa.
O LIMC tem sido chamado de "instrumento de pesquisa indispensável", "monumental" e "magnífico".
Nos Estados Unidos, o LIMC está sediado na Alexander Library da Rutgers University.

## Volumes
- Lexicon Iconographicum Mythologiae Classicae (LIMC), Artemis & Winkler Verlag (Zürich, München, Düsseldorf), 1981-1999 ISBN 3-7608-8751-1

Vol. I:	Aara - Aphlad (1981)
Vol. II:	Aphrodisias - Athena (1984)
Vol. III:	Atherion - Eros / Amor, Cupido (1986)
Vol. IV:	Eros (in Etruria) - Herakles (1988)
Vol. V:	Herakles - Kenchrias (1990)
Vol. VI:	Kentauroi et Kentaurides - Oiax (1992)
Vol. VII:	Oidipous - Theseus (1994)
Vol. VIII:	Thespiades - Zodiacus et Supplementum (1997)
Índices
1.  Museus, Coleções, Locais (1999)
2.  Fontes Literárias e Epigráficas que mencionam Obras Perdidas. Nomes mitológicos (1999)
- Lexicon Iconographicum Mythologiae Classicae. Supplementum 2009 (LIMC), Artemis Verlag (Düsseldorf), 2009. ISBN 978-3-538-03520-1